# Diego Milito
Diego Alberto Milito (Bernal, 12 giugno 1979) è un dirigente sportivo ed ex calciatore argentino, di ruolo attaccante, presidente del Racing Club.
Nel corso della sua carriera ha conquistato due campionati argentini (Apertura 2001 e 2014), un campionato italiano (2009-2010), due Coppe Italia (2009-2010 e 2010-2011), una Supercoppa italiana (2010), una UEFA Champions League (2009-2010) e una Coppa del mondo per club FIFA (2010). Con la nazionale argentina ha partecipato a due edizioni della Copa América (2007 e 2011) e ad una del campionato mondiale (2010).
A livello individuale, nel 2010 è stato premiato come UEFA Club Forward of the Year e UEFA Club Footballer of the Year. Inoltre ha vinto quattro Oscar del calcio AIC: due nel 2009, come calciatore più amato dai tifosi e miglior cannoniere del campionato 2008-2009, e due nel 2010, come miglior calciatore straniero e miglior calciatore assoluto del campionato 2009-2010. Tra gli altri riconoscimenti personali, anche un Guerin d'oro nel 2009 e un Premio Olimpia nel 2012 come calciatore argentino dell'anno. Nel 2020 è stato inserito nella Hall of Fame dell'Inter.
È soprannominato El Príncipe, appellativo che gli deriva dalla somiglianza con il calciatore uruguaiano Enzo Francescoli, anch'egli soprannominato così.

## Biografia
Nasce a Bernal nel 1979 da una famiglia italiana originaria di Terranova da Sibari (comune della provincia di Cosenza), emigrata in Argentina negli anni cinquanta del XX secolo. Il 7 novembre 2011, in visita a Terranova da Sibari con i genitori, moglie e figli, ha ricevuto la cittadinanza onoraria. Sommerso dalla folla di cittadini, ha rischiato lo svenimento per un calo di pressione e ha dichiarato: «Il mio sangue è calabrese, me lo hanno trasmesso i miei nonni Salvatore e Caterina, che mi hanno cresciuto».
Il padre Jorge ha un'azienda metallurgica. Diego ha due fratelli: Natalia e Gabriel detto Gabi. I due fratelli hanno giocato insieme al Real Saragozza dal 2005 al 2007. Si sono poi incrociati sul terreno di gioco in occasione delle partite disputate tra Barcellona e Inter nei gironi e nella semifinale della UEFA Champions League 2009-2010, vinta poi da Diego con l'Inter.
Diego, che prima di fare il calciatore voleva fare il commercialista, si era iscritto all'università alla facoltà di economia e commercio in Argentina.
È sposato con Ana Sofia, dalla quale ha avuto tre figli: Leandro (nato nell'ottobre del 2007), Agustina (nata il 21 marzo 2010) e Morena (nata il 21 maggio 2016).

## Caratteristiche tecniche
Attaccante prolifico, dotato di ottima tecnica, era un ottimo realizzatore, abile nel gioco aereo ed efficace con entrambi i piedi, pur prediligendo il destro.

## Carriera

### Giocatore

#### Club

##### Racing e Genoa
Esordisce ventenne in Argentina con il Racing Club e lì totalizza 137 presenze e 34 gol, vincendo il torneo Apertura del 2001. In tale periodo, il fratello Gabriel militava per l'Independiente, l'altra squadra con sede ad Avellaneda.
Nel gennaio 2004, durante la sessione invernale del mercato, viene prelevato dal Genoa, con cui disputa due campionati di Serie B: nel 2003-2004 con 12 gol in 20 partite e nel 2004-2005, stagione in cui totalizza 21 gol in 39 presenze, arrivando secondo nella classifica marcatori, staccato di una sola lunghezza da Gionatha Spinesi dell'Arezzo.

##### Real Saragozza
All'inizio della stagione successiva a seguito della retrocessione del Genoa in Serie C1 inflitta dalla giustizia sportiva, è ceduto in prestito biennale con diritto di riscatto al Real Saragozza (club della Liga spagnola, dove già militava il fratello Gabriel). Nel campionato 2005-2006 Milito segna 15 reti e il Saragozza si classifica all'undicesimo posto, raggiungendo anche la finale di Coppa del Re contro l'Espanyol, che perde per 4-1. Ai quarti il Saragozza eliminò il Barcellona per 4-2 e 1-2 (5-4 totale), e in semifinale eliminò anche il Real Madrid: 6-1 e 0-4 i risultati (6-5 totale). Milito realizza quattro gol nella gara di andata (8 febbraio 2006).
L'anno successivo, stagione 2006-2007, Milito segna 23 gol, secondo tra i cannonieri del campionato dopo Ruud van Nistelrooy del Real Madrid con 25, consentendo al Saragozza di raggiungere il sesto posto nella Liga e di qualificarsi per la Coppa UEFA.
Nel 2007 il Saragozza decide di acquistare dal Genoa l'intero cartellino di Milito che l'anno seguente segna nella Liga altri 15 gol, che però non bastano a evitare la retrocessione.

##### Ritorno al Genoa
Nell'agosto 2008, dopo una trattativa estenuante, Milito rifiuta il Tottenham per fare ritorno al suo Genoa. Il 14 settembre realizza il suo primo gol stagionale, 1191 giorni dopo quel Genoa- Venezia che condannò alla retrocessione in Serie C il grifone per illeciti sportivi, nella vittoria in casa del Genoa contro il Milan (2-0). Il 24 settembre realizza la sua prima doppietta stagionale contro la Roma (3-1 per i rossoblù). Il 9 novembre realizza la sua prima tripletta stagionale contro la Reggina (4-0). Il 7 dicembre un suo gol decide il derby della Lanterna che permette al Genoa di vincere 0-1 in casa della Sampdoria. Nel derby di ritorno, il 3 maggio 2009, realizza invece una tripletta (primo giocatore a riuscire in questa impresa nel derby della lanterna). Conclude la stagione con 24 gol, affermandosi come miglior marcatore stagionale nella storia del Genoa in Serie A e piazzandosi secondo in classifica marcatori al pari di Marco Di Vaio del Bologna e dietro a Zlatan Ibrahimović. Inoltre, con i suoi gol, trascina il Genoa in campionato e in un posto per la successiva Europa League.

##### Inter

###### 2009-2011: sei titoli in due anni

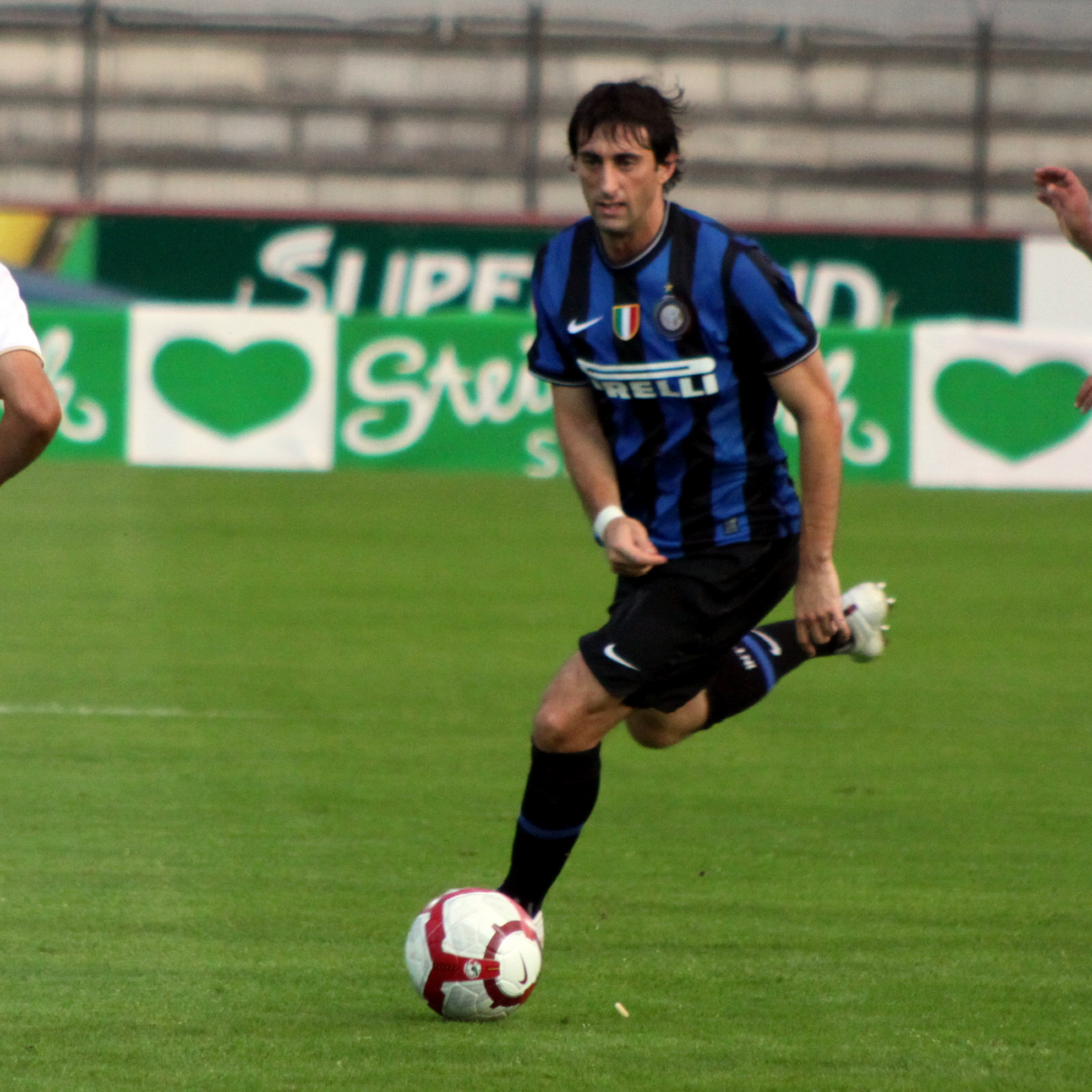
Milito con la maglia dell'Inter nel 2009.

Il 20 maggio 2009, a campionato non ancora concluso, il presidente del Genoa Enrico Preziosi annuncia la cessione di Milito e di Thiago Motta all'Inter di José Mourinho. Il trasferimento all'Inter viene ufficializzato il 29 giugno successivo. Fa il suo esordio ufficiale con i nerazzurri l'8 agosto a Pechino, in occasione della Supercoppa italiana, persa 2-1 contro la Lazio di Ballardini. Fece il suo esordio da titolare anche alla prima di campionato contro il Bari, nella quale si procura il rigore poi realizzato da Samuel Eto'o. Alla seconda di campionato incontrò il Milan, realizzando il suo primo gol con la maglia dell'Inter su rigore. La sfida si concluse sul risultato di 4-0.
Il 16 settembre esordisce in Champions League nella prima partita della fase a gironi giocata in casa contro gli spagnoli del Barcellona e conclusasi 0-0. Il 4 novembre, nella partita della fase a gironi contro la Dinamo Kiev, realizza il suo primo gol nella massima competizione internazionale per club, decisivo nel risultato finale (1-2 per i nerazzurri) e verso la qualificazione agli ottavi di finale. In seguito andrà a segno in tutte le gare di andata della fase a eliminazione diretta.
Il 5 maggio segna il gol decisivo in finale di Coppa Italia contro la Roma, vincendo così il suo primo titolo con la maglia nerazzurra. Il 16 dello stesso mese, nella gara vinta per 0-1 contro il Siena, segna il gol che regala lo scudetto all'Inter, che chiude il campionato davanti alla Roma. Il 22 realizza la doppietta decisiva nella finale di Champions League disputata a Madrid contro il Bayern Monaco nello 0-2 dell'Inter, regalando la Coppa che mancava ai nerazzurri da quarantacinque anni. Milito conclude la stagione con 30 gol in 52 partite, conquistando il Triplete con la squadra nerazzurra, prima, e attualmente unica, a riuscirci in Italia.
(Diego Milito dopo la finale di Champions contro il Bayern)
Nonostante la grande annata, non viene incluso nell'elenco dei 23 candidati al Pallone d'oro FIFA.
La stagione successiva si apre con la conquista della Supercoppa italiana ai danni della Roma, gara disputata il 21 agosto e vinta in rimonta dai nerazzurri per 3-1. Sei giorni dopo, in occasione della cerimonia indetta per la consegna degli UEFA Club Football Awards, viene premiato come miglior attaccante della precedente stagione europea per club, aggiudicandosi anche il prestigioso UEFA Club Footballer of the Year. Il giorno successivo gioca titolare in Supercoppa UEFA contro l'Atlético Madrid. La sfida viene vinta dai Colchoneros che riescono a battere l'Inter per 2-0 con Milito che sbaglia un calcio di rigore nei minuti finali.
Il 18 dicembre gioca titolare la finale con il TP Mazembe, laureandosi campione del mondo in virtù del successo dei nerazzurri per 3-0.
Il 24 gennaio 2011 riceve l'Oscar del calcio AIC come miglior calciatore straniero e miglior calciatore assoluto dell'anno 2010. Il 5 aprile seguente realizza il gol del momentaneo 2-1 in Inter-Schalke 04, quarto di finale di andata di Champions, che non basta a vincere la partita poiché gli avversari ribaltano il risultato e trionfano per 2-5 sulla squadra milanese. Il 29 maggio realizza il gol del definitivo 3-1 per l'Inter nella finale di Coppa Italia 2010-2011 contro il Palermo. Chiude una stagione non all'altezza della precedente (anche a causa di diversi infortuni) con solo 8 gol in 34 presenze.

###### 2011-2014: il record di gol in campionato, l'infortunio e l'addio

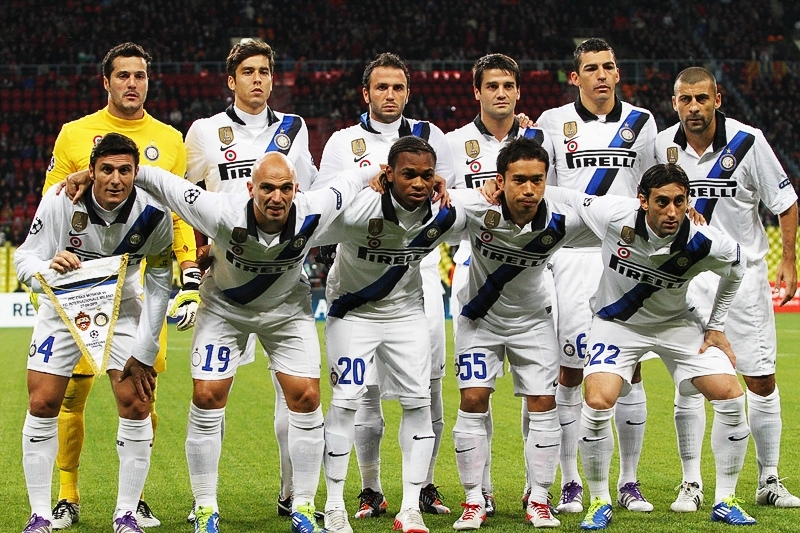
Milito (il primo in basso a destra) in posa con la squadra prima di una gara della stagione 2011-2012.

Il 2 novembre 2011, in occasione della quarta giornata della fase a gironi di Champions League contro il Lilla, realizza il suo gol numero 200 coi club. Il 27 novembre tocca quota 400 presenze nei vari campionati in occasione di Siena-Inter 0-1, mentre il 18 dicembre in Cesena-Inter 0-1 gioca la sua partita numero 100 in Serie A. Il 15 gennaio 2012 decide con un suo gol il derby di Milano in casa del Milan (0-1); in questa occasione raggiunge le 200 presenze totali in Italia.
Il 1º febbraio, sotto la neve, mette a segno quattro reti nel 4-4 interno contro il Palermo; in precedenza aveva segnato quattro gol in una partita con la maglia del Real Zaragoza in Coppa del Re contro il Real Madrid, l'8 febbraio 2006. L'ultimo poker di un calciatore dell'Inter in campionato risaliva al 1º dicembre 2002, Inter-Brescia 4-0, firmato da Christian Vieri. Il 6 maggio realizza tre gol (di cui due su rigore) al Milan nel derby di ritorno vinto dall'Inter per 4-2. Con quest'ultima tripletta, con 50 gol in campionato supera Ronaldo nella classifica dei bomber interisti. È inoltre la terza tripletta in un derby milanese: Altafini ne fece 4 il 27 marzo 1960 in Milan-Inter 5-3, realizzarono invece 3 gol solo Amadei in Inter-Milan 6-5 del 6 novembre 1949 e Nyers in Inter-Milan 3-0 del 1º novembre 1953. Chiude la stagione con 24 gol (8 su rigore), due reti in più rispetto al campionato 2009-2010.
Il 31 ottobre 2012 segna la duecentesima rete nei vari campionati (l'Inter vincerà 3-2 contro la Sampdoria) mentre tre giorni più tardi, in Juventus-Inter, diviene il primo calciatore a segnare una doppietta allo Juventus Stadium contro i bianconeri (contribuendo alla vittoria nerazzurra per 3-1). Con 28 reti nell'anno solare è il miglior marcatore della Serie A davanti a Edinson Cavani (27 gol) e Antonio Di Natale (23 gol).
Il 14 febbraio 2013, nei primi minuti della sfida di Europa League Inter-CFR Cluj, subisce una doppia lesione al legamento crociato anteriore e al collaterale esterno. L'infortunio inizialmente fa temere per la sua carriera, ma il 19 febbraio il giocatore rassicura l'esito positivo dell'operazione e il suo ritorno in campo.
A settembre 2013 l'argentino rientra in campo nell'incontro Sassuolo-Inter, realizzando una doppietta e un assist nel 7-0 esterno. Il 18 maggio 2014 gioca la sua ultima partita in maglia nerazzurra, Chievo-Inter (2-1).

##### Ritorno al Racing e ritiro
Il 19 giugno 2014 fa ritorno al Racing, contribuendo con diversi gol alla conquista del titolo nazionale.
Alla fine del 2015 annuncia l'intenzione di proseguire la sua carriera per alcuni mesi, sino alla conclusione della Coppa Libertadores. Il 21 maggio 2016 disputa il suo ultimo incontro, segnando su rigore al Temperley nella partita vinta per 2-0.

#### Nazionale
Esordisce con la nazionale argentina il 31 gennaio 2003 contro l'Honduras, segnando in tale occasione anche il suo primo gol con la Selección.
Successivamente viene convocato solo in maniera sporadica, tanto da rimanere escluso dalla lista dei 23 che partecipano al campionato del mondo 2006.
Trova poco spazio anche in occasione della Copa América 2007, manifestazione in cui l'Argentina giunge alla finale, persa contro il Brasile. Nel torneo colleziona due presenze, entrando a partita in corso contro Perù e Colombia. Proprio contro la Colombia segna la sua unica rete nella competizione.
Le prestazioni con il Genoa lo portano ad essere convocato con più frequenza, soprattutto da quando la nazionale è guidata da Diego Armando Maradona: Milito parte spesso dalla panchina, per subentrare a partita in corso.
Dopo la stagione disputata con l'Inter, Maradona lo inserisce nella lista dei convocati per i Mondiali sudafricani del 2010, nei quali prende parte a due partite senza realizzare gol, l'Argentina verrà eliminata dal Mondiale ai quarti di finale.
Il 1º giugno 2011 viene inserito dal CT Batista nella lista dei 26 pre-convocati in vista della Coppa America di luglio insieme al fratello Gabi e ai compagni Zanetti e Cambiasso, venendo confermato, poi, nella rosa dei 23 giocatori. Alla fine però non giocherà nessuna delle partite della competizione.

### Dopo il ritiro
Nell’estate del 2016, appena ritiratosi, rifiuta di entrare a far parte di una commissione della Federcalcio argentina, su richiesta del presidente della FIFA Gianni Infantino, per dedicarsi di più alla famiglia. Il 12 novembre dello stesso anno disputa un'amichevole d'addio, organizzata dal Racing, alla quale prendono parte molti suoi ex compagni di squadra.
Nel luglio del 2017 rappresenta l'Inter come tour ambassador nella tournée cinese e a settembre a Buenos Aires nasce la "Fundaciòn Diego Milito" che si occuperà di diffondere lo sport fra i giovani.
Il 17 dicembre 2017 diventa il nuovo segretario tecnico del Racing Club. Si dimette il 23 novembre 2020 a causa di dissensi con il presidente della squadra.
Dal settembre del 2021 fa parte della squadra di opinionisti di Amazon Prime Video che commenta le gare di Champions League da bordocampo.
Due anni dopo presenzia anche su DAZN.
Nell’agosto del 2024 manifesta l’intenzione di candidarsi alla presidenza del Racing in vista delle imminenti elezioni, vincendole nel dicembre dello stesso anno con il 60,08% dei voti.

## Statistiche

### Presenze e reti nei club
Tra club e nazionale, Milito ha giocato globalmente 631 partite segnando 259 reti, alla media di 0,41 gol a partita.
| Stagione             | Squadra              | Campionato           | Campionato | Campionato | Coppe nazionali | Coppe nazionali | Coppe nazionali | Coppe continentali | Coppe continentali | Coppe continentali | Altre coppe | Altre coppe | Altre coppe | Totale | Totale |
| Stagione             | Squadra              | Comp                 | Pres       | Reti       | Comp            | Pres            | Reti            | Comp               | Pres               | Reti               | Comp        | Pres        | Reti        | Pres   | Reti   |
| -------------------- | -------------------- | -------------------- | ---------- | ---------- | --------------- | --------------- | --------------- | ------------------ | ------------------ | ------------------ | ----------- | ----------- | ----------- | ------ | ------ |
| 1999-2000            | Racing Club          | PD                   | 11         | 1          | -               | -               | -               | -                  | -                  | -                  | -           | -           | -           | 11     | 1      |
| 2000-2001            | Racing Club          | PD                   | 35         | 2          | -               | -               | -               | -                  | -                  | -                  | -           | -           | -           | 35     | 2      |
| 2001-2002            | Racing Club          | PD                   | 38         | 9          | -               | -               | -               | -                  | -                  | -                  | -           | -           | -           | 38     | 9      |
| 2002-2003            | Racing Club          | PD                   | 35         | 14         | -               | -               | -               | CS+CL              | 3+8                | 1+2                | -           | -           | -           | 46     | 17     |
| 2003-gen. 2004       | Racing Club          | PD                   | 18         | 8          | -               | -               | -               | -                  | -                  | -                  | -           | -           | -           | 18     | 8      |
| gen.-giu. 2004       | Genoa                | B                    | 20         | 12         | CI              | 0               | 0               | -                  | -                  | -                  | -           | -           | -           | 20     | 12     |
| 2004-2005            | Genoa                | B                    | 39         | 21         | CI              | 3               | 1               | -                  | -                  | -                  | -           | -           | -           | 42     | 22     |
| 2005-2006            | Real Saragozza       | PD                   | 36         | 15         | CR              | 9               | 6               | -                  | -                  | -                  | -           | -           | -           | 45     | 21     |
| 2006-2007            | Real Saragozza       | PD                   | 37         | 23         | CR              | 3               | 0               | -                  | -                  | -                  | -           | -           | -           | 40     | 23     |
| 2007-2008            | Real Saragozza       | PD                   | 35         | 15         | CR              | 3               | 2               | CU                 | 2                  | 0                  | -           | -           | -           | 40     | 17     |
| Totale Real Zaragoza | Totale Real Zaragoza | Totale Real Zaragoza | 108        | 53         |                 | 15              | 8               |                    | 2                  | 0                  |             |             |             | 125    | 61     |
| 2008-2009            | Genoa                | A                    | 31         | 24         | CI              | 1               | 2               | -                  | -                  | -                  | -           | -           | -           | 32     | 26     |
| Totale Genoa         | Totale Genoa         | Totale Genoa         | 90         | 57         |                 | 4               | 3               |                    | -                  | -                  |             | -           | -           | 94     | 60     |
| 2009-2010            | Inter                | A                    | 35         | 22         | CI              | 5               | 2               | UCL                | 11                 | 6                  | SI          | 1           | 0           | 52     | 30     |
| 2010-2011            | Inter                | A                    | 23         | 5          | CI              | 3               | 1               | UCL                | 4                  | 1                  | SI+SU+Cmc   | 1+1+2       | 0+0+1       | 34     | 8      |
| 2011-2012            | Inter                | A                    | 33         | 24         | CI              | 1               | 0               | UCL                | 7                  | 2                  | SI          | 0           | 0           | 41     | 26     |
| 2012-2013            | Inter                | A                    | 20         | 9          | CI              | 0               | 0               | UEL                | 6                  | 0                  | -           | -           | -           | 26     | 9      |
| 2013-2014            | Inter                | A                    | 17         | 2          | CI              | 1               | 0               | -                  | -                  | -                  | -           | -           | -           | 18     | 2      |
| Totale Inter         | Totale Inter         | Totale Inter         | 128        | 62         |                 | 10              | 3               |                    | 28                 | 9                  |             | 5           | 1           | 171    | 75     |
| 2014                 | Racing Club          | PD                   | 17         | 6          | CA              | 1               | 0               | -                  | -                  | -                  | -           | -           | -           | 18     | 6      |
| 2015                 | Racing Club          | PD                   | 20         | 8          | CA              | 2               | 0               | CL                 | 9                  | 4                  | -           | -           | -           | 31     | 12     |
| 2016                 | Racing Club          | PD                   | 13         | 4          | CA              | 0               | 0               | CL                 | 6                  | 0                  | -           | -           | -           | 19     | 4      |
| Totale Racing Club   | Totale Racing Club   | Totale Racing Club   | 187        | 52         |                 | 3               | 0               |                    | 26                 | 7                  |             |             |             | 216    | 59     |
| Totale carriera      | Totale carriera      | Totale carriera      | 513        | 224        |                 | 32              | 14              |                    | 56                 | 16                 |             | 5           | 1           | 606    | 255    |

### Cronologia presenze e reti in nazionale
| Cronologia completa delle presenze e delle reti in nazionale ― Argentina | Cronologia completa delle presenze e delle reti in nazionale ― Argentina | Cronologia completa delle presenze e delle reti in nazionale ― Argentina | Cronologia completa delle presenze e delle reti in nazionale ― Argentina | Cronologia completa delle presenze e delle reti in nazionale ― Argentina | Cronologia completa delle presenze e delle reti in nazionale ― Argentina | Cronologia completa delle presenze e delle reti in nazionale ― Argentina | Cronologia completa delle presenze e delle reti in nazionale ― Argentina |
| Data                                                                     | Città                                                                    | In casa                                                                  | Risultato                                                                | Ospiti                                                                   | Competizione                                                             | Reti                                                                     | Note                                                                     |
| ------------------------------------------------------------------------ | ------------------------------------------------------------------------ | ------------------------------------------------------------------------ | ------------------------------------------------------------------------ | ------------------------------------------------------------------------ | ------------------------------------------------------------------------ | ------------------------------------------------------------------------ | ------------------------------------------------------------------------ |
| 31-1-2003                                                                | San Pedro Sula                                                           | Honduras                                                                 | 1 – 3                                                                    | Argentina                                                                | Amichevole                                                               | 1                                                                        | 88’                                                                      |
| 4-2-2003                                                                 | Los Angeles                                                              | Argentina                                                                | 1 – 0                                                                    | Messico                                                                  | Amichevole                                                               | -                                                                        | 55’                                                                      |
| 8-2-2003                                                                 | Miami Gardens                                                            | Stati Uniti                                                              | 0 – 1                                                                    | Argentina                                                                | Amichevole                                                               | -                                                                        | 85’                                                                      |
| 16-7-2003                                                                | La Plata                                                                 | Argentina                                                                | 2 – 2                                                                    | Uruguay                                                                  | Amichevole                                                               | 2                                                                        | 50’                                                                      |
| 20-8-2003                                                                | Firenze                                                                  | Argentina                                                                | 3 – 2                                                                    | Uruguay                                                                  | Amichevole                                                               | -                                                                        | 46’                                                                      |
| 18-8-2004                                                                | Shizuoka                                                                 | Giappone                                                                 | 1 – 2                                                                    | Argentina                                                                | Amichevole                                                               | -                                                                        | 85’                                                                      |
| 4-9-2004                                                                 | Lima                                                                     | Perù                                                                     | 1 – 3                                                                    | Argentina                                                                | Qual. Mondiali 2006                                                      | -                                                                        | 63’                                                                      |
| 1-3-2006                                                                 | Basilea                                                                  | Argentina                                                                | 2 – 3                                                                    | Croazia                                                                  | Amichevole                                                               | -                                                                        | 75’                                                                      |
| 7-2-2007                                                                 | Saint-Denis                                                              | Francia                                                                  | 0 – 1                                                                    | Argentina                                                                | Amichevole                                                               | -                                                                        | 79’                                                                      |
| 2-6-2007                                                                 | Basilea                                                                  | Svizzera                                                                 | 1 – 1                                                                    | Argentina                                                                | Amichevole                                                               | -                                                                        | 67’                                                                      |
| 5-6-2007                                                                 | Barcellona                                                               | Argentina                                                                | 4 – 3                                                                    | Algeria                                                                  | Amichevole                                                               | -                                                                        | 61’                                                                      |
| 2-7-2007                                                                 | Maracaibo                                                                | Argentina                                                                | 4 – 2                                                                    | Colombia                                                                 | Coppa America 2007 - 1º turno                                            | 1                                                                        | 21’                                                                      |
| 8-7-2007                                                                 | Barquisimeto                                                             | Argentina                                                                | 4 – 0                                                                    | Perù                                                                     | Coppa America 2007 - Quarti di finale                                    | -                                                                        | 46’                                                                      |
| 22-8-2007                                                                | Oslo                                                                     | Norvegia                                                                 | 2 – 1                                                                    | Argentina                                                                | Amichevole                                                               | -                                                                        | 78’                                                                      |
| 11-10-2008                                                               | Buenos Aires                                                             | Argentina                                                                | 2 – 1                                                                    | Uruguay                                                                  | Qual. Mondiali 2010                                                      | -                                                                        | 71’                                                                      |
| 15-10-2008                                                               | Santiago del Cile                                                        | Cile                                                                     | 1 – 0                                                                    | Argentina                                                                | Qual. Mondiali 2010                                                      | -                                                                        | 46’                                                                      |
| 28-3-2009                                                                | Buenos Aires                                                             | Argentina                                                                | 4 – 0                                                                    | Venezuela                                                                | Qual. Mondiali 2010                                                      | -                                                                        | 78’                                                                      |
| 6-6-2009                                                                 | Buenos Aires                                                             | Argentina                                                                | 1 – 0                                                                    | Colombia                                                                 | Qual. Mondiali 2010                                                      | -                                                                        | 40’                                                                      |
| 10-6-2009                                                                | Quito                                                                    | Ecuador                                                                  | 2 – 0                                                                    | Argentina                                                                | Qual. Mondiali 2010                                                      | -                                                                        | 82’                                                                      |
| 12-8-2009                                                                | Mosca                                                                    | Russia                                                                   | 2 – 3                                                                    | Argentina                                                                | Amichevole                                                               | -                                                                        | 46’                                                                      |
| 5-9-2009                                                                 | Rosario                                                                  | Argentina                                                                | 1 – 3                                                                    | Brasile                                                                  | Qual. Mondiali 2010                                                      | -                                                                        | 68’                                                                      |
| 12-6-2010                                                                | Johannesburg                                                             | Argentina                                                                | 1 – 0                                                                    | Nigeria                                                                  | Mondiali 2010 - 1º turno                                                 | -                                                                        | 79’                                                                      |
| 22-6-2010                                                                | Polokwane                                                                | Grecia                                                                   | 0 – 2                                                                    | Argentina                                                                | Mondiali 2010 - 1º turno                                                 | -                                                                        | 80’                                                                      |
| 11-8-2010                                                                | Dublino                                                                  | Irlanda                                                                  | 0 – 1                                                                    | Argentina                                                                | Amichevole                                                               | -                                                                        | 46’                                                                      |
| 8-10-2010                                                                | Tokyo                                                                    | Giappone                                                                 | 1 – 0                                                                    | Argentina                                                                | Amichevole                                                               | -                                                                        | 33’                                                                      |
| Totale                                                                   |                                                                          | Presenze                                                                 | 25                                                                       |                                                                          | Reti                                                                     | 4                                                                        |                                                                          |

## Palmarès

### Club

#### Competizioni nazionali
- Campionato argentino: 2

Racing Club: Apertura 2001, Torneo de Transición 2014
- Campionato italiano: 1

Inter: 2009-2010
- Coppa Italia: 2

Inter: 2009-2010, 2010-2011
- Supercoppa italiana: 1

Inter: 2010

#### Competizioni internazionali
- UEFA Champions League: 1

Inter: 2009-2010
- Coppa del mondo per club: 1

Inter: 2010

### Individuale
- Guerin d'oro: 1

2008-2009
- Oscar del calcio AIC: 4

Calciatore più amato dai tifosi: 2009
Miglior cannoniere: 2009
Miglior calciatore straniero: 2010
Miglior calciatore assoluto: 2010
- Miglior giocatore della finale di UEFA Champions League: 1

2010
- Calciatore dell'anno per club UEFA: 1

2009-2010
- Attaccante dell'anno per club UEFA: 1

2009-2010
- Squadra d'oro de La Gazzetta dello Sport: 1

2010
- Inserito nella Hall of Fame dell'Inter nella categoria Attaccanti

2020